# Skillington
Skillington är en ort och civil parish i Storbritannien.   Den ligger i grevskapet Lincolnshire och riksdelen England, i den sydöstra delen av landet, 150 km norr om huvudstaden London. Skillington ligger 122 meter över havet och antalet invånare är 265.
Terrängen runt Skillington är platt. Runt Skillington är det ganska tätbefolkat, med 90 invånare per kvadratkilometer. Närmaste större samhälle är Grantham, 10,1 km norr om Skillington. Trakten runt Skillington består till största delen av jordbruksmark.